# Dyskografia Feel
Dyskografia Feel – polskiego zespołu muzycznego, który powstał w 2005 w Katowicach z inicjatywy wokalisty i instrumentalisty Piotra Kupichy. Skład uzupełnili klawiszowiec Łukasz Kożuch, basista Michał Nowak oraz perkusista Michał Opaliński.
Grupa zyskała ogólnopolską popularność za sprawą wydanego w 2007 debiutanckiego albumu zatytułowanego Feel. Płyta przebywała 87. tygodni w zestawieniu OLiS, plasując się na 1. miejscu. Wydawnictwo otrzymało jedną z pięciu diamentowych płyt przyznanych w 2008 w Polsce, sprzedając się w nakładzie przekraczającym 150 tysięcy egzemplarzy. Wydana dwa lata później płyta pod tytułem Feel 2 nie powtórzyła sukcesu debiutu. Album uzyskał status platynowej płyty, sprzedając się w nakładzie przekraczającym 30 tysięcy egzemplarzy. W 2011 ukazał się ich trzeci album studyjny, Feel 3, który uplasował się na 13. miejscu listy OLiS i został certyfikowany złotem za sprzedaż ponad 15 tysięcy egzemplarzy płyt. 25 listopada 2016 ukazał się album kompilacyjny pt. The Best. W 2022 wydali album Feel 5, notowany na 3. miejscu listy sprzedaży OLiS.

## Albumy studyjne
| Rok  | Dane dot. albumu                                                    | Pozycja na liście | Certyfikat              | Sprzedaż        |
| Rok  | Dane dot. albumu                                                    | POL               | Certyfikat              | Sprzedaż        |
| ---- | ------------------------------------------------------------------- | ----------------- | ----------------------- | --------------- |
| 2007 | Feel - Wydany: 26 października 2007 - Wydawca: EMI Music Poland     | 1                 | - POL: diamentowa płyta | - POL: 150 000+ |
| 2009 | Feel 2 - Wydany: 8 czerwca 2009 - Wydawca: EMI Music Poland         | 1                 | - POL: platynowa płyta  | - POL: 30 000+  |
| 2011 | Feel 3 - Wydany: 18 października 2011 - Wydawca: EMI Music Poland   | 13                | - POL: złota płyta      | - POL: 15 000+  |
| 2022 | Feel 5 - Wydany: 23 września 2022 - Wydawca: Universal Music Polska | 3                 |                         |                 |

## Albumy kompilacyjne
| Rok  | Dane dot. albumu                                                    |
| ---- | ------------------------------------------------------------------- |
| 2016 | The Best - Wydany: 25 listopada 2016 - Wydawca: Warner Music Poland |

## Single
| Rok                                                                                | Tytuł                                                                              | Pozycja na liście | Pozycja na liście | Pozycja na liście | Pozycja na liście | Pozycja na liście | Certyfikat             | Album                                          |
| Rok                                                                                | Tytuł                                                                              | POL               | RMF               | SLiP              | LP3               | WiR               | Certyfikat             | Album                                          |
| ---------------------------------------------------------------------------------- | ---------------------------------------------------------------------------------- | ----------------- | ----------------- | ----------------- | ----------------- | ----------------- | ---------------------- | ---------------------------------------------- |
| 2007                                                                               | „A gdy jest już ciemno”                                                            | 63                | 1                 | 2                 | 39                | 8                 |                        | Feel                                           |
| 2007                                                                               | „No pokaż na co cię stać”                                                          | 1                 | 1                 | 3                 | –                 | 1                 |                        | Feel                                           |
| 2008                                                                               | „W ciemną noc”                                                                     | –                 | –                 | –                 | –                 | 2                 |                        | Feel                                           |
| 2008                                                                               | „Jak anioła głos”                                                                  | 1                 | 1                 | 9                 | –                 | 4                 |                        | Feel                                           |
| 2008                                                                               | „Pokonaj siebie” (gościnnie: Iwona Węgrowska)                                      | 5                 | 1                 | 19                | –                 | 3                 |                        | Feel                                           |
| 2008                                                                               | „W odpowiedzi na Twój list”                                                        | –                 | 1                 | –                 | –                 | –                 |                        | Feel                                           |
| 2008                                                                               | „Gdy Wigilia jest” (gościnnie: Patrycja Kosiarkiewicz i ekipa Wstawaj szkoda dnia) | –                 | 1                 | –                 | –                 | –                 |                        | Pocztówka do św. Mikołaja 2008                 |
| 2009                                                                               | „Pokaż mi niebo”                                                                   | –                 | 2                 | –                 | –                 | 1                 |                        | Feel 2                                         |
| 2009                                                                               | „No kochaj mnie”                                                                   | –                 | –                 | –                 | –                 | 4                 |                        | Feel 2                                         |
| 2009                                                                               | „Urodziny”                                                                         | –                 | –                 | –                 | –                 | 2                 |                        | –                                              |
| 2010                                                                               | „Jeśli czegoś pragniesz”                                                           | –                 | –                 | –                 | –                 | 11                |                        | Feel 2                                         |
| 2010                                                                               | „Weekend”                                                                          | –                 | 2                 | –                 | –                 | 2                 |                        | Feel 3                                         |
| 2011                                                                               | „Cały ten świat”                                                                   | –                 | 1                 | –                 | –                 | 3                 |                        | Feel 3                                         |
| 2011                                                                               | „Jak nie to nie”                                                                   | –                 | 3                 | –                 | –                 | 4                 |                        | Feel 3                                         |
| 2012                                                                               | „Zwycięstwa smak”                                                                  | –                 | 2                 | –                 | –                 | –                 |                        | Feel 3                                         |
| 2014                                                                               | „Lepiej być podobnym do nikogo”                                                    | –                 | –                 | –                 | –                 | –                 |                        | –                                              |
| 2015                                                                               | „Twoje włosy rozwiał wiatr”                                                        | –                 | 3                 | 47                | –                 | –                 |                        | The Best                                       |
| 2016                                                                               | „Swoje szczęście znam”                                                             | 11                | 3                 | –                 | –                 | 4                 |                        | The Best                                       |
| 2016                                                                               | „Zostań ze mną”                                                                    | 12                | 2                 | 27                | –                 | 3                 |                        | The Best                                       |
| 2017                                                                               | „Gotowi na wszystko” (oraz Lanberry)                                               | 1                 | 1                 | 16                | –                 | 2                 | - POL: platynowa płyta | Gotowi na wszystko (ścieżka dźwiękowa) miXtura |
| 2018                                                                               | „Jak na imię masz”                                                                 | 17                | 2                 | 38                | –                 | 2                 |                        | –                                              |
| 2020                                                                               | „Bezpieczny ląd”                                                                   | –                 | –                 | –                 | –                 | 1                 |                        | –                                              |
| 2021                                                                               | „Lubię na ciebie patrzeć”                                                          | 26                | –                 | 20                | X                 | 1                 |                        | Feel 5                                         |
| 2022                                                                               | „7 stan”                                                                           | –                 | –                 | –                 | X                 | 5                 |                        | Feel 5                                         |
| „–” pozycja nie była notowana. „X” oznacza, że lista nie istniała w danym okresie. |                                                                                    |                   |                   |                   |                   |                   |                        |                                                |

## Teledyski
| Rok  | Utwór                           | Reżyseria                 |
| ---- | ------------------------------- | ------------------------- |
| 2007 | „A gdy jest już ciemno”         | Tomasz Bulenda            |
| 2007 | „No pokaż na co cię stać”       | Dariusz Szermanowicz      |
| 2008 | „Jak anioła głos”               | Dawid Marciniak           |
| 2008 | „Pokonaj siebie”                | Dariusz Szermanowicz      |
| 2008 | „W odpowiedzi na Twój list”     | –                         |
| 2008 | „Gdy Wigilia jest”              | –                         |
| 2009 | „Pokaż mi niebo”                | Mirosław Kuba Brożek      |
| 2009 | „No kochaj mnie”                | Grzegorz Jankowski        |
| 2009 | „Urodziny”                      | Mirosław Kuba Brożek      |
| 2010 | „Jeśli czegoś pragniesz”        | –                         |
| 2010 | „Weekend”                       | –                         |
| 2011 | „Cały ten świat”                | Katarzyna Jungowska       |
| 2014 | „Lepiej być podobnym do nikogo” | Jakub Skoczeń             |
| 2015 | „Twoje włosy rozwiał wiatr”     | Roman Przylipiak          |
| 2016 | „Swoje szczęście znam”          | HDSCVM (realizacja)       |
| 2016 | „Zostań ze mną”                 | Smoła Studio (realizacja) |
| 2017 | „Gotowi na wszystko”            | Pascal Pawliszewski       |
| 2018 | „Jak na imię masz”              | –                         |
| 2020 | „Bezpieczny ląd”                | Wow Pictures (realizacja) |
| 2021 | „Lubię na ciebie patrzeć”       | Piotr Smoleński           |
| 2022 | „7 stan”                        | Massey MVP                |